# Ravi Agarwal
Ravi Agarwal (* 1958 in Neu-Delhi, Indien) ist ein indischer Fotojournalist und Umweltaktivist.
Seine Fotoserie über die Arbeitsbedingungen indischer Arbeiter (Down and Out: Labouring under Global Capitalism) war unter anderem 2002 auf der Documenta11 in Kassel ausgestellt.

## Organisationen
Agarwal gründete 1996 die Organisation Toxics Link, die sich mit kommunalem Müllmanagement befasst und ist im Board of Directors des Tactical Technology Collectives.